# Jean Walker-Smith
Jean Barbara Walker-Smith (Dulwich, 17 marzo 1924 – 23 febbraio 2010) è stata una tennista britannica.

## Carriera
Il suo anno migliore è stato il 1951, ha raggiunto infatti la semifinale al Roland Garros venendo sconfitta da Doris Hart, i quarti a Wimbledon sconfitta da Shirley Fry e la semifinale agli U.S. National Championships ancora una volta eliminata da Fry.
Sempre in stagione ha ottenuto buoni risultati nel doppio femminile con la semifinale sulla terra rossa degli Internazionali di Francia insieme a Jean Quertier e i quarti di finale a Wimbledon in coppia con Joy Gannon.
Tra il 1948 e 1950 ha giocato tre finali consecutive al Surrey Grass Court Championships vincendone due mentre nel 1950 ha vinto gli Internazionali di Monte Carlo in singolare e gli Internazionali d'Italia nel doppio femminile ancora una volta insieme a Jean Quertier.
Ha rappresentato la Gran Bretagna in Wightman Cup nel biennio 1951-52.